# Allophylaria
Allophylaria is een geslacht van schimmels behorend tot de familie Pezizellaceae. Het geslacht werd voor het eerst in 1870 beschreven door de Finse mycoloog Petter Adolf Karsten.

## Soorten
Volgens Index Fungorum telt dit geslacht 16 soorten (peildatum april 2023):
| Soortnaam                                           | Auteur(s)                | Publicatiejaar |
| --------------------------------------------------- | ------------------------ | -------------- |
| Allophylaria atherospermatis                        | G.W. Beaton              | 1978           |
| Allophylaria basalifusca                            | Graddon                  | 1977           |
| Allophylaria byssacea (Vaalgeel vetsteelkelkje)     | P. Karst.                | 1868           |
| Allophylaria campanuliformis (Glad varenschoteltje) | (Fuckel) Svrček          | 1989           |
| Allophylaria clavuliformis                          | (P. Karst.) P. Karst.    | 1885           |
| Allophylaria cordobensis                            | Speg.                    | 1926           |
| Allophylaria crystallifera                          | Graddon                  | 1980           |
| Allophylaria funiculata                             | (Kirschst.) Dennis       | 1962           |
| Allophylaria macrospora (Wilgenrooskelkje)          | Nannf.                   | 1932           |
| Allophylaria minispora                              | H.D. Zheng & W.Y. Zhuang | 2016           |
| Allophylaria montana                                | Arendh. & R. Sharma      | 1983           |
| Allophylaria myricariae                             | (Keissl.) Dennis         | 1964           |
| Allophylaria nervicola                              | (Velen.) Baral           | 1992           |
| Allophylaria paludosa                               | (Velen.) Svrček          | 1985           |
| Allophylaria senecionis                             | Clem.                    | 1903           |
| Allophylaria subhyalina                             | (Rehm) Baral             | 1985           |